# Живопис

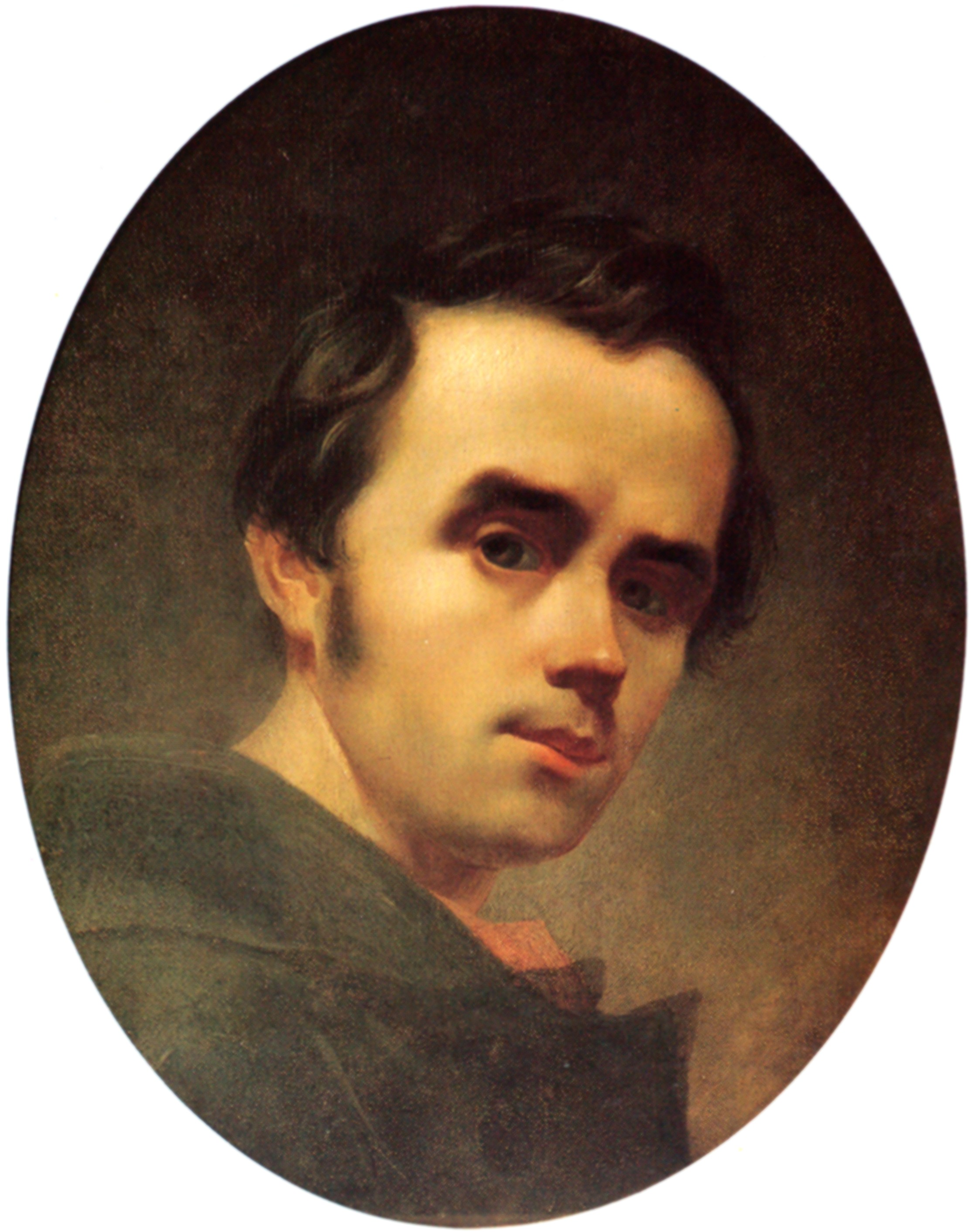
Тарас Шевченко. Автопортрет

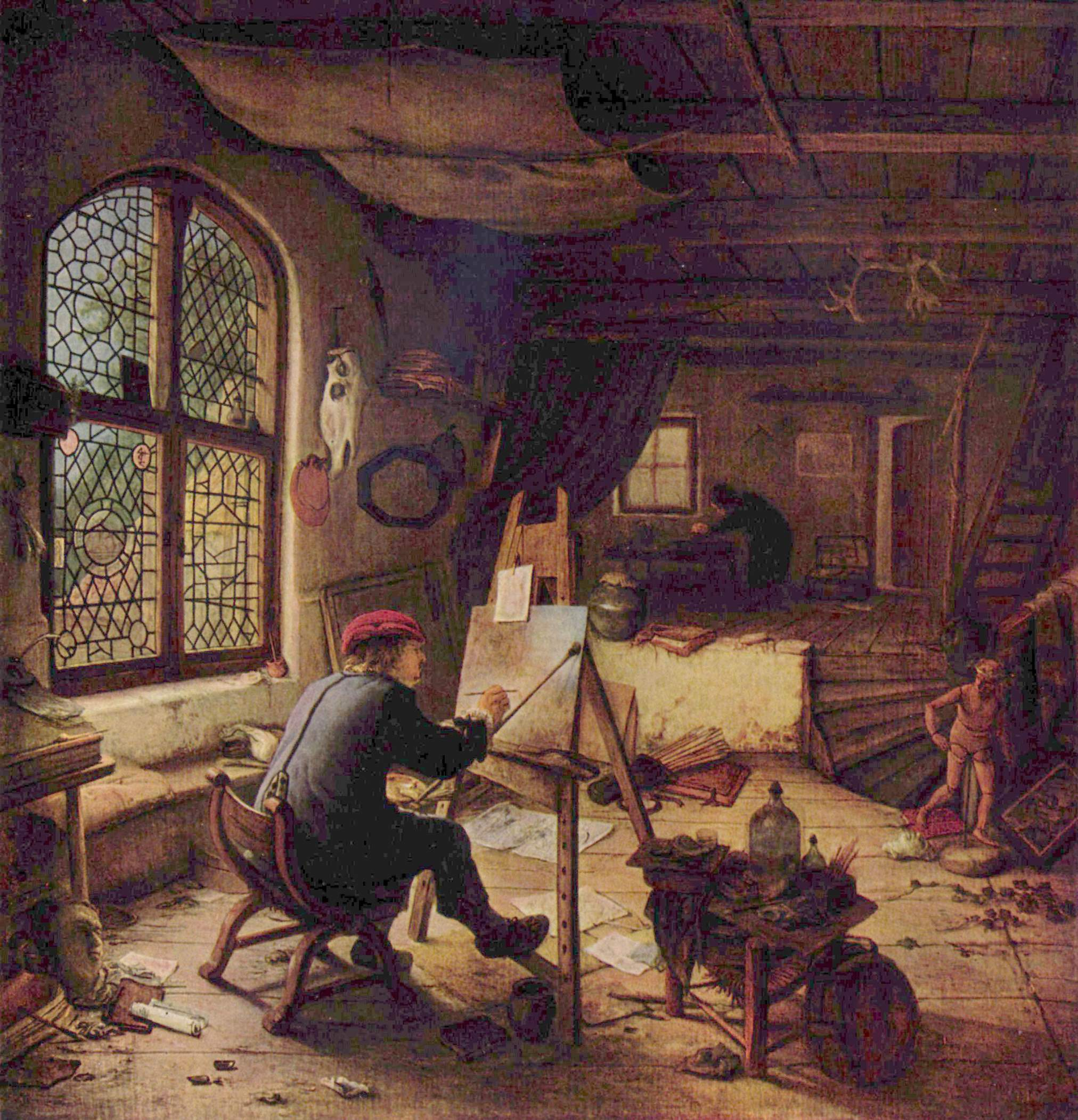
Адріан ван Остаде. Живописець у студії, 1663

Живо́пис, також маля́рство (від нім. Maler), заст. фарба́рство — вид образотворчого мистецтва, пов'язаний з передачею зорових образів за допомогою нанесення фарб на поверхню, таких як олійні фарби, гуаш, темпера та інших засобів техніки живопису. На відміну від графічного мистецтва, основним виражальним засобом якого є лінійний малюнок, у малярстві робиться акцент на кольорових співвідношеннях.

## Види малярства
Існує п'ять видів малярства: станкове, монументальне, декоративне [Архівовано 14 квітня 2021 у Wayback Machine.], театрально-декоративне, мініатюрне.
До станкового малярства відносять твори, що існують незалежно від місця створення. В основному це картини, створені на мольберті (тобто на верстаті) художника. У станковому малярстві переважають роботи, виконані олійними фарбами, але можуть використовуватися і інші барвники (темпера, акрилові фарби і т. Д.). Картини пишуться в основному на полотні, натягнутому на раму або наклеєнному на картон. У минулому широко застосовувалися дерев'яні дошки, можуть використовуватися будь-які плоскі матеріали.
Монументальне малярство виконується безпосередньо на стінах і стелях будинків та інших споруд. У минулому переважало малярство водними фарбами по сирій штукатурці (фреска). В Італії до початку XVI століття по висохлій «чистій фресці» практикувалася прописка деталей темперою. Техніка «чистої фрески» вимагає особливої майстерності від художника, тому застосовувалися й інші технології, наприклад, не таке стійке малярство по сухій штукатурці — секко, пізніше розписи виконувалися олійними фарбами, що мало подходять для монументального малярства.
Кольорові зображення на папері (акварель, гуаш, пастель та ін.) відносять до графіки, але ці твори часто розглядаються і як малярські. Всі інші способи кольорового зображення відносяться до графіки, в тому числі і зображення, створені за допомогою комп'ютерних технологій.
Найбільш поширені твори малярства виконані на плоских або майже плоских поверхнях, таких як натягнуте на підрамник полотно, дерево, оброблені поверхні стін і т. д.
Існує також вузьке трактування терміна малярство як робіт, виконаних олійними фарбами на полотні, картоні, оргаліті й інших подібних матеріалах.

## Історія

### Виникнення малярства
До, ймовірно, найдавніших зображень тварин (а також предметних зображень загалом) належать і наскельні зображення на стінах вапнякової печери Лубанг Джеріджі Салех на острові Борнео, що їх досліджували археологи з Університету Гріффіта (Австралія) разом із колегами з Індонезійського національного центру археологічних досліджень (ARKENAS). Найбільш ранні з цих малюнків виконані червоною фарбою та зображають биків. Проте пізніші малюнки, знайдені у цій печері, демонструють зміни, що відбулися в культурі того часу, а саме перехід до відображення людей та життя соціуму.

### Історія українського малярства
Основна стаття: Історія українського живопису.

#### Княжа доба
Великий розвиток монументального живопису старокняжої доби багато завдячує попередній малярській культурі на українських землях: трипільській мальованій кераміці кінця неоліту, фресковому малярству на грецьких і римських гробівцях у Криму, розписові грецьких ваз (Березань, Ольбія, Керч, Київщина) і мозаїковому та фресковому малярству старохристиянських храмів у Херсонесі, Керчі та ін. осередках, що були в орбіті гелленістичної культури. Монументальне малярство X—XIII ст., зокрема славетна мозаїка, займає першорядне місце у світовому малярстві середньовіччя. Збережені найстаріші фрагменти малювання Десятинної церкви кінця X ст., фрески Чернігівського Спаса, почасти київської св. Софії з виразною моделяцією й реалістичним передаванням світлотіні незаперечно свідчать про античну гелленістичну спадщину. Новіші мозаїки та фрески XI—XII ст. наближаються до середньої доби розвитку візантійського мистецтва — великого декоративного стилю з формою більш синтетичною і схематичною. Найкраще зберігся цикл славетних мозаїк св. Софії у Києві: «Пантократор» в головній бані, апостоли, євангелісти, «Оранта» в головній апсиді та мозаїки пілонів. Першими малярами були, ймовірно, грецькі майстрі, але помітні у фресках св. Софії також чисто українські побутові особливості, що можуть вказувати й на місцевих майстрів. Ті ж українські митці виконували й великий цикл мозаїк і фресок Михайлівської церкви Золотоверхого монастиря (власне Дмитрівської церкви) в Києві (1160-і pp.). У фресках св. Софії особливо цікава серія світських розписів XI ст. в обох вежах із сценами полювання, гри на музичних інструментах, танців та інших зразків, зокрема портрети родини кн. Ярослава часів княжої доби. Цінні фрески Кирилівської церкви в Києві з XII ст., які вказують на подальший етап розвитку малярства із впливами Балканів і грецького Атосу. Незначні фраґменти знайдено в Острі на Чернігівщині, у Спасі на Берестові в Києві, в Бакоті над Дністром, у Мстиславовому соборі в Володимирі Волинському. Крім монументального, було відоме також станкове малярство, визначним майстром якого був чернець Олімпій († 1134), який студіював у Царгороді й пізніше працював при розмалюванні великої церкви Успення в Києво-Печерській Лаврі. Його життя описане в «Печерському Патерику», який згадує і другого іконописця, Григорія. Олімпієві має належати ікона Богоматері, подарована великим кн. Володимиром Мономахом у Ростов. З ікон домонгольської доби збереглося до наших часів близько 40, переважно грецького походження: Смоленська Богоматір, давніше в посіданні кн. Всеволода Ярославича Чернігівського; чудотворна ікона в Ченстохові (Польща), захоплена 1382 р. з Белзу в Галичині поль. кн. Володиславом Опольським; Холмська ікона, що нібито була власністю великого кн. Володимира В. і короля Данила; Володимирська ікона, захоплена суздальським князем Андрієм Боголюбським з Вишгорода 1155; Ігорівська ікона XII ст. в Києво-Печерській Лаврі та інші. Кілька ікон (Москва, Володимир на Волині) приписують Петрові Ратенському з Рави, † 1326 p.). Цей іконопис мав виразний власний стиль, статичний і монументальний.

#### XIV—XVI століття
В XIV—XV ст. рівень українського малярства був такий високий, що українських малярів запрошували до Литви, Білоруси й Польщі, де вони успішно конкурували з митцями західно- і середньоєвропейськими. Польські королі Казимир В. і Ягайло запрошували українських малярів виконувати найвідповідальніші роботи в краківських храмах, в королівському замку Вавелі, в костелі в Лисці (1393—1394) та ін. При краківському дворі працював маляр Владика з Перемишля (1394 p.). На початку XV ст. маляр Гайль, український священик, малював костели в землях сандомирській, краківській і сєрадзькій. Інші українські майстри виконували фрески в вислоцькому колеґіяті, ґнєзненській катедрі, замку литовських князів у Нових Троках під Вильном, в церкві у Вітебську тощо. Із збережених фресок найстаріші були відкриті в 30-их pp. нашого ст. у Вірменській катедрі у Львові з кінця XIV ст. (фраґменти «Пантократора», св. Яків і Прохор, портрет титаря), візантійського стилю, але з деякими впливами дотичного натуралізму. Ці останні ще більше помітні у добре збережених сандомирських фресках з першої пол. XV ст. Велику вагу мають славетні фрески в замковій каплиці св. Тройці в Люблині, виконані митцем Андрієм в 1415 р. Тут зберігся повний цикл розписів Нового Завіту. Андрій був великий новатор і творець власного стилю, не схожого ні на візантійський, ні на західно-європейський. Тут помітний великий поступ щодо свободи композиції, руху, реалізму й гармонії барв. Кольористичну скалю з багатим добором барв можна ще краще простежити у фресках каплиці св. Хреста на Вавелі у Кракові, виконаних українськими митцями в 1470 р. з помітними впливами ґотичного натуралізму типу Джотто і Дуччо. У більшій мірі вплив цих течій італійського малярства бачимо у фресках горянської каплиці б. Ужгороду з XIV—XV ст. Розписи в Лаврові з XV ст. — вже в суворішому стилі візантійського ренесансу, що йшов з Атосу через Балкани.
Те саме спостерігаємо й у станковому малярстві XV—XVI ст., як свідчать зразки темперової техніки Нац. Музею у Львові. Цей іконопис має свої особливості: невелика скаля барв (охра, цинобра, зелена, біла, чорна), доволі сміливий рисунок, стрункі, гострі, легкі рухи, лагідний вираз обличчя. Не зважаючи на різні приписи візантійського малярства (підручник «Єремінія» Діонісія Форноаграфійського), в українському малярстві XV—XVI ст. постаті поступово звільняються від візантійської умовности, нерухомости, урочистости; обличчя набирають індивідуального виразу й життя. У більшій мірі реалізм приходить в добу ренесансу, хоч велике почуття декоративности не покидає українських митців і тепер, особливо в рел. малярстві XVI—XVII ст. Із сторонніх впливів помітні нюрнберзькі, сієнські, нідерляндські, з місцевих течій виробляється кілька українських малярських шкіл. Дуже високо стоїть малярство у Львові, при чому малярі-українці значно перевищують польських, хоч ці останні, об'єднані в цехи, користувалися різними держ. привілеями. У Львові квітне також світське малярство, про що свідчать портрети К. Корнякта, В. Лянґішівни († 1635 p.) та ін. львівських міщан (у львівській Ставропігії).

#### Бароко
У добу українського бароко XVII—XVIII ст. виробляється осібна українська малярська школа, що пішла шляхом реалізму, головне під впливом флямандського малярства. З монументального малярства особливо цінні розписи Троїцької церкви Лаври, Борисоглібської церкви на Подолі майстрів Ф. Камінського і В. Романовича, головної церкви Лаври в Києві С. Каменського та ін. малярів (знищені в XIX ст.), бароково-декоративний «Рай» у Воздвиженській церкві Києво-Печерської Лаври. Велика умілість, що дорівнює найкращим західно-європейським зразкам, виявляється і в станковому малярстві. Найцінніші зразки іконостасів доби українського бароко: славетний Богородчанський іконостас (1698—1705), з кол. Манявського Скиту (тепер у Нац. Музеї у Львові) майстра Йова Кондзелевича, іконостаси П'ятницької церкви у Львові, Михайлівської церкви Видубицького монастиря, Андріївської церкви у Києві, церкви в Козельці та ін. Виробляється особлива українська типізація Ісуса Христа, Богородиці та святих. Численні зразки українських ікон, зібрані перед першою і другою світовими війнами в музеях Києва, Львова, Харкова, Кам'янця, Чернігова та ін., свідчили про кілька іконописних шкіл. Часто на іконах змальовують український побут, постаті, що зв'язані з громадським і політ. життям, — гетьманів, старшину, козаків, фундаторів, донаторів церкви та ін. (напр., «Розп'яття» XVII ст. з образом переяславського полковника Свічки; «Покрова» з XVIII ст. з портретом Б. Хмельницького, ікони з церкви в Сорочинцях та ін.). Загалом зберігається стара іконографічна спадщина з питомою декоративністю (напр., абстрактне, часто золоте тло образу), а в портретному малярстві елементи реалізму поєднуються з пишною, урочистою, суто бароковою умовністю, особливо у фресках (головна церква Лаври і Софійський собор в Києві, церква в Нискиничах на Волині). Найбільшим осередком малярської праці був Київ, де виховувалися нові кадри малярів, власне малярів-портретистів, у Київській Академії і Лаврі. До наймайстерніших портретів («парсун») належать портрета М. Миклашевського (мал. 186), значкового товариша Гамалії, полкового обозного Родзянка, полковника Сулими і його жінки, київського міщанина Гудими та ін. З окремих визначніших майстрів відомі імена: у Львові — Микола Петрахнович, Федір Сенькович, Василь зі Львова, що працював при дворі короля Яна Собєського (образи костела в Жовкві б. Львова і, можливо, церкви у Крехові); у Києві — Іван Паєвський; з Лаврської малярської школи (зреформованої 1763 р.) вийшли: Степан Каменський, Зарудний, Малій, Галик, Захар, Голубовський, Ірклієвський, Неділка, Казанович. У Москві, що була наповнена українськими культурними силами, працювали визначні малярі Степан Заруцький, Іван Маховський, Ігнатій Полонський, Василь Пузаревський, Іван Рефузинський, Іван Ондольський, Андрій Животкевич, Антін Гомнадський. Для нар. малярства доби бароко типові численні зображення «козака-Мамая», «козака-бандуриста».
У другій половині XVIII століття, із скасуванням української самоуправи, українських митців переманюють до Петербурґу, де йдуть намагання створити «всеімперський» мист. центр — Академію Мистецтва (1758). У добу клясицизму тут працювали такі визначні українські митці, як А. Лосенко (1737—1773), що став ректором Академії Мистецтв, Кирило Головачевський (1735—1823) і І. Саблучок (1735—1777), згодом фундатор харківської мистецької школи (1767). Велику славу здобув портретист київської школи Дмитро Левицький (1735—1822) — теж академік і проф. Академії. Другий з ряду майстрів портрета — Володимир Боровиковський (1757—1825) був великим реалістом і психологом, що залишив по собі цілу школу новітніх портретистів, серед яких особливо визначився тонкістю й виразністю пензля М. Бугаєвський — Благородний. Згадані українські митці завершили своєю творчістю розквіт доби козацького бароко, поєднавши українське мистецтво остаточно з західно-європейським, а одночасно своєю творчістю вони розпочали нову добу в розвитку рос. мистецтва, розірвавши з закостенілими на той час шаблонами візантійсько-московського іконопису та виводячи рос. мистецтво на широкі світові шляхи. Реалістами класичної школи були: В. Тропинин (1776—1857) на Поділлі, М. Теренський (1723—1790) у Перемишлі, Лука Долинський у Львові, Іван Лучинський (1816—1855) у Чернівцях.

#### Малярство XIX—XX століть
Еміґрація передових українських митців до Петербурґу в XVIII ст. позбавила українське мистецтво найбільш творчих сил. Митці українського походження не можуть знайти в тодішніх нац. та екон. умовах в Україні спроможності працювати (від багатьох українських митців-кріпаків лишилися тільки імена: Г. Ланченко, Г. Любченко, І. Усенко, П. Золотуха й ін.) і або покидають її, або працюють таки на місці для чужих культур. До поль. мистецтва відійшов славетний баталіст Юрій Косак (1824—1899); портретист Рафаїл Гадзевич (1803—1886), маляр античних сцен Генрик Семирадський (1843—1902); до угорського — творець релігійних композицій Михайло Мункачі (Любий, 1844—1909), який ще замолоду на Карпатській Україні малював церкви. У Відні великої слави здобув декоратор Держ. Опери Теодор Яхимович (1800—1870). Окрасою рос. малярства стають такі народжені в Україні митці, як творець козацьких сцен Ілля Репін (1844—1928), маляр моря Іван Айвазовський (1817—1900), батьки якого були родом з Галичини, Іван Крамський (1838—1887), О. Литовченко (1835—1890), один із чільних творців рос. академічного іст. малярства, що продовжував у ньому традиції Лосенка, майстер українського жанру, учитель Шевченка І. Сошенко (1807—1877) та багато інших. Їхня творчість мала часом і українську тематику, але їхній зв'язок із Україною та її культурою й образотворчою традицією був здебільшого пасивний.
Тараса Шевченка (1814—1861) можна вважати за першого творця нового українського малярства. Спочатку академіст у стилі тодішньої петербурзької Академії, він згодом переходить на вільніший реалізм і умовні іст. теми заступає темами з життя; так зображує він побут України і побут киргизів на засланні; один з перших у тодішній Росії, він дає образи рос. каторги в «Притчі про блудного сина». Творчість Шевченка дуже різноманітна: олійні та акварельні портрети й автопортрети, краєвиди, побутові й іст. малюнки, архітектурні рисунки, ґравюри (див. Графіка). Побіч тематичних проблем він підносив суто пластичні, напр., світлотіні. Не оцінений достатньо в XIX ст., Шевченко лише в останніх десятиліттях, завдяки ґрунтовним працям мистецтвознавців, посів належне йому в історії українського мистецтва місце.
Вказаними ним шляхами пішла ціла низка митців, як молодший товариш Шевченка В. Штернберґ (1818—1845), що послідовно малював українські пейзажі й жанрові сцени, творці побутових малюнків Л. Жемчужніков (1828—1912), Костянтин Трутовський (1826—1893), Опанас Сластьон (1855—1933), Порфирій Мартинович (1856—1906), пейзажист Кость Крижицький (1858—1910), І. Їжакевич (нар. 1864), які розвивають малярство більш етнографічного типу.
Проте академічний стиль переважає і має численних представників. У ділянці портрета працюють: Г. Васько (1820—1883), А. Мокрицький (1811—1871), М. Брянський (1831—1908), а також митці нім. походження: Павло Шляйфер (1814—1879) і Гайнріх Гольпайн (1811—1858); численні твори цих митців є в Іст. Музеї ім. Шевченка в Києві. Побутові й іст. сцени дають К. Флавицький (1830—1916) і Павло Свідомський (1849—1904), що розписував Володимирський собор у Києві; спеціяльно український побут малює Дмитро Безперчий (1825—1913), а краєвид — Л. Лаґоріо (1827—1905) та Кирило Костанді (1853—1921). Малярство деяких із них має уже сильні риси натуралізму. У Свідомського, М. Врубеля і В. Котарбинського з'являються риси символізму.
Реалізм особливої форми, т. зв. «ідейний реалізм», культивували, не без впливу Шевченка, митці, об'єднані на теренах Російської імперії у Товариство Пересувних Виставок, звані «передвижниками». Осередок цього Товариства створили митці українського походження, як згадані Крамський і Рєпін, а крім них ще портретист і автор релігійно-психологічних, близьких подекуди до пізнішого експресіонізму картин Микола Ґе (1831—1894), який був одним із перших, хто почав відворотний еміґраційних рух — із Росії назад в Україну; далі Микола Ярошенко (1846—1893) і Микола Пимоненко (1862—1912) з характеристичним для обох реалістично-викривальним спрямованням: картини Ярошенка з тюремно-рев. побуту, «Жертва фанатизму» Пимокенка, — останній, крім того, дуже популярний в Україні своїми сценами святкового сел. і козацького побуту; також Микола Бодаревський (1850—1917).
Проте для українського мистецтва особливе значення має творчість тих митців, які почали наново шукати зв'язку з українською традицією. Сюди належить передусім Сергій Васильківський (1854—1917), який для своїх творів вивчав зразки іст. і нар. одягу й орнаменту. Його іст.-побутові малюнки в будинку Полтавського Земства були на свій час великою новиною. Цими проблемами цікавився і Микола Самокиша (1860—1943), один із найбільших баталістів, що їх знає світове мистецтво. Він залишив понад 6 000 малюнків — побутових, мисливських, батальних та іст., як «Бій Богуна з Яремою Вишневецьким». Нац. традиції Васильківського продовжував популярний ілюстратор нар. пісень Амвросій Ждаха.
У Галичині в першій чверті XIX ст. працює ще Лука Долинський (1750—1824), що після студій у старій Київській Академії вчився у Відні. Лише в 1860-их pp. виринають нові сили нац. мистецтва, як Кирило Устиянович (1839—1903), який трагічно змагався з примітивністю оточення й відобразив риси цього змагання у своєму «Мойсеї» (Преображенська церква у Львові). Побіч нього працював портретист і церковний маляр Теофіл Копистинський (1844—1916). На межі академізму й реалізму стояла пізніше творчість Миколи Івасюка (нар. 1865), дуже популярного своїм «В'їздом Б. Хмельницького до Києва». Реалізм у Галичині культивували аж до 30-их pp. XX ст. такі митці, як Антін Манастирський (1878) та Осип Курилас (1870—1943). 1898 р. засновано перше в Галичині мистецьке Товариство для розвою руської штуки, що організувало дві виставки 1898—1900 pp.: Ю. Панкевич, І. Труш, А. Пилиховський, О. Скрутко, Устиянович, Новаківський, Курилас, Копистинський.
Оновлення мистецтва приносить із собою імпресіонізм. Він пробивається вже в творчості таких митців реалістичного напряму, як Іван Похитонів (1850—1923), Петро Левченко (1859—1917), Григорій Дядченко (1869—1921), Архип Куїнджі (1842—1910), О. Бокшай, Ф. Красицький (нар. 1883), а особливо Олександер Мурашко (1875—1919), який своїми виставками за кордоном один із перших почав виводити українське мистецтво на широкі світові шляхи. Цю добу характеризує відворот українських митців від мистецьких традицій Петербурґу; вони їздять тепер студіювати мистецтво на Захід — до Кракова, Мюнхену, Парижу. З краківської майстерні Яна Станіславського, народженого в Україні польського митця і майстра українського краєвиду, виходять такі митці, як львов'янин Іван Труш (1863—1940) і киянин Микола Бурачек (1871—1942), творці нового українського пейзажу. В цій Академії студіює також автор стилізованих портретів Михайло Жук (нар. 1876), Іван Северин (нар. 1871) та найвизначніша між ними індивідуальність — Олекса Новаківський (1872—1935). Під впливом воєнних переживань його імпресіонізм перетворюється вже на символістичний експресіонізм, що наближає його до швайцарця Годлера. З його мист. школи, яка перебувала під опікою митр. А. Шептицького, вийшли численні митці.
У період перед першою світовою війною особливе значення для українського нац. мистецтва має творчість братів Василя (нар. 1872) і Федора (1879—1947) Кричевських. Перший — незвичайно всесторонній митець і педагог, пізніше ректор Київської Академії Мистецтва, другий — представник монументального малярства, також професор цієї Академії, виховав цілу ґенерацію українських митців. На межі імпресіонізму стоїть декоративна творчість Олени Кульчицької (нар. 1885), яка черпала головне із скарбниці нар. мистецтва, та символістичне малярство Юхима Михайлова (1885—1926), закоханого в мотиви міфологічні й казкові. Характеристична риса українського імпресіонізму — це деяка декоративність, а передусім перевага елементів малюнку над кольором. Тут уже проявляються деякі основні риси, притаманні українській образотворчості, як культ лінії, схильність до чіткого графізму тощо.
Модест Сосенко (1875—1920) один із перших свідомо вводить у своє малярство стилізування на візантійський зразок, а другий галичанин Михайло Бойчук (1882—193?) стає творцем цілої шкоди, яка пізніше дістала назву монументалістів, або бойчукістів. Бойчук спирався і на візантійське малярство, і на ін. монументальні стилі, особливо на ранній ренесанс (Джотто, Мазаччо), а крім того і на нар. мистецтво. Ця школа — одно з найцікавіших явищ не тільки українського, але й європейського новочасного малярства.
Репрезентацією українського мистецтва були виставки, влаштовувані в Києві Товариством Прихильників Української Науки, Літератури й Штуки, особливо великі виставки 1911 і 1913 pp. Подією незвичайної ваги стало для українського мистецтва закладення в грудні 1917 р. Української Академії Мистецтва в Києві, очоленої славетним графіком Юрієм Нарбутом, М. Бойчуком, О. Мурашком, М. Бурачеком та братами Кричевськими. В цей же час оформляється український супрематизм (Казимир Малевич), який одначе не мав великого розголосу. Не зважаючи на занепад державности 1920 р. і перетворення Академії на один з інститутів і на політ. натиск окупанта, українське мистецтво, наснажене ентузіязмом років незалежности, розвивається незвичайними темпами.
На підсов. Україні постають численні мистецькі об'єднання, з яких головні АХЧУ — Асоціація Художників Червоної України (1925), що об'єднала переважно прихильників фотографічного реалізму в мистецтві, схильних поставити свою творчість на службу режимові; АРМУ — Асоціація Революційного Мистецтва України (1925) — осередок бойчукістів, наставлена головне на монументальне мистецтво, сперта на українські нац. традиції; ОСМУ — Об'єднання Сучасних митців України (1927), орієнтоване в основі на творче опрацювання здобутків модерних зах. течій, передусім сезаннізму, почасти супрематизму й експресіонізму; ОММУ — Об'єднання Молодих митців України; Жовтень — група революційних митців конструктивно-монументального напряму (в дусі Д. де Рівери, Беля Уїца тощо); УМО — Українське Мистецьке Об'єднання та ін. Ці всі групи мали разом понад 1 000 членів і вели між собою часом завзяту, але стимулюючу боротьбу, яка в підсов. умовах мусіла бути також ідеологічно-політичною. Але всі ці мистецькі об'єднання в Україні були зліквідовані сов. владою у квітні 1932 p., і митці підпорядковані одній урядовій і загальносоюзній, тобто керованій з Москви мистецькій організації.
У часи існування згаданих об'єднань цілою низкою талантів проявилася школа Бойчука: Тимко Бойчук (1896—1922), Іван Падалка, Василь Седляр (нар. 1899), Оксана Павленко, О. Довгаль (нар. 1904), О. Мизін, І. Липковський, М. Рокицький, М. Шехтман, К. Гвоздик, почасти І. Іванів, Г. Довженко, Юрій Саділенко. Теоретиком напряму був І. Врона. І сам Бойчук, і майже всі згадані митці були зліквідовані сов. владою за нібито «контрреволюційний» традиціоналізм і «націоналістичну» форму, а численні виконані ними фрески (санаторій у Хаджібеї, в Одесі, Луцькі касарні в Києві, Червонозаводський театр у Харкові та ін.) знищені.
Побіч цієї групи були активні митці, зв'язані більше з модерними течіями малярства: Анатоль Петрицький (нар. 1895), що переважно працював у ділянці театральної декорації, Вадим Меллер (нар. 1884), Василь Єрмілов, Віктор Пальмов (1888—1929), А. Таран (нар. 1887), Д. Шавикін, К. Єлева, О. Хвостов, К. Крамаренко, П. Голуб'ятників, О. Довженко і ін. Найчисленніша група реалістів, часто з помітними впливами імпресіонізму, мала найменше видатних індивідуальностей. Найвизначніші з діячів цього напряму: М. Козік, Г. Світлицький (нар. 1872), І. Волокідін, С. Кишеневський (1864—1942), Б. Порай-Кошиць, С. Прохоров (нар. 1873), М. Шаронов (нар. 1881) та ін.
Окремо слід назвати митців, що систематично працювали в театрі. Тут особливо виділяються митці «Березоля» Б. Меллер і В. Шкляїв, а далі А. Петрицький, І. Курочка-Армашевський, Г. Цапок, М. Драк, Н. Олексієва та ін.
До 1930 року українські митці з підсов. України виступали й за кордоном, особливо на міжнародних виставках Бієннале у Венеції вони мали великий успіх. З поч. 30-их років став обов'язковий у всьому СССР так званий «соціалістичний реалізм», якому підпорядковано й українських митців. «Соціалістичний реалізм» у малярстві означає своєрідне сполучення фотографічности з умовно-академічною парадністю, що наказує ідеалізувати все зображуване відповідно до партійно-політ. настанов, яким має служити все малярство. «Соц. реалізм» в Україні не висунув жадної видатної індивідуальности й не виявив жадного розвитку, якщо не згадувати тематичних змін, викликаних політ. життям. Тематика картин сходить за дуже рідкими винятками на ідилічне зображення «щасливого» життя в колгоспах («Відпочинок у колгоспі» Г. Світлицького, «Відпочинок у колгоспі» Ю. Бершадського й ін.), «героїки соц. праці» («П'ятихвилинка в панчішному цеху» С. Прохорова, «На Дніпрельстані» К. Трохименка й ін.), «героїзму сов. війська» («В партизанському краю» Отрощенка, «Ворог наближається» Т. Яблонської вже часів війни 1941—1945 pp.), епізодів революційної боротьби перед 1917 р. («Повстання на крейсері „Очаків“» Л. Мучника й ін.), а надто — на малювання фотографічно-парадних портретів різних «вождів» і «стахановців». Виключаються і переслідуються навіть реалістичні твори, якщо вони тематично невтральні й не служать безпосередньо пропаґандивно-політ. настановам. Так засуджено елегійні пейзажі В. Мироненка («Моя Україна»), картину Г. Світлицького «Рідний край», І. Шульги «Пісня запорожців» і багато ін.
В інших умовах розвивалося мистецтво Галичини, де були вільніші для розвитку мистецтва обставини, передусім, можливість контакту з мистецтвом Заходу. На пожвавлення мист. руху вплинув дуже позитивно прихід нових сил із Сх. України. 1922 р. постав у Львові з ініціятиви П. Холодного і М. Голубця ГДУМ — Гурток Діячів Українського Мистецтва, що влаштував 4 виставки, 1931 р. з ініціятиви П. Ковжуна та ін., АНУМ — Асоціація Незалежних Українських митців, яка зорганізувала численні виставки та випустила низку видань. З ін. мист. груп треба згадати Товариство Прихильників Українського Мистецтва (головне школа Новаківського), групу молодих «РУБ» і гурток «Спокій» на чолі з Метиком (Варшава). Побіч діяльних у Львові митців, як Труш, Новаківський та митців з групи Січових Стрільців: О. Курилас, Юліян Буцманюк (нар. 1885) Іван Іванець (нар. 1893), Лев Ґец (нар. 1895), виринають нові визначні постаті: Петро Холодний (1876—1930), що створив свій, відмінний від Бойчука, неовізантійський стиль (в цьому річищі йшов і Василь Крижанівський, 1891—1926), Павло Ковжун (1896—1939), Микола Бутович (нар. 1895), Роберт Лісовський (нар. 1894), Осип Сорохтей (1889—1941), баталіст Леонід Перфецький (нар. 1900) та ін. Ділянку церковного малярства оновлюють Михайло Осінчук (нар. 1890), Ярослава Музика (нар. 1896) та Василь Дядинюк (1900—1944). Одночасно творяться групи українських митців у західноєвропейських осередках. З паризької групи найбільш відомі імена: Олекса Грищенко, що своїми морськими краєвидами здобув собі ім'я у французькому малярстві, Михайло Андрієнко-Нечитайло (нар. 1894), Микола Глущенко (нар. 1900), Іван Бабій (нар. 1896), Василь Перебийніс, Василь Хмелюк (нар. 1903), Зоня Зарицька, Софія Левицька (нар. 1874), Микола Кричевський; з празької: Іван Кулець (нар. 1880), Галина Мазепа; з варшавської: Петро Холодний (молодший, *1902), Петро Мегик (нар. 1899), Петро Андрусів.
Під час Другої Світової війни знову зустрілися митці із Сх. та Зах. України, і ця зустріч виявилася плідною для українського нац. мистецтва (5 виставок у Львові 1941—1944 p.). Після війни багато митців, тікаючи від переслідувань і шукаючи свободи творчости, подалося на Захід до Німеччини, Австрії, Франції. В Мюнхені створили вони найсильнішу групу — УСОМ, Українську Спілку Образотворчих митців, яка влаштувала численні мист. виступи, зокрема велику виставку в Мюнхені (1947).
Молоде українське малярство визначається низкою талантів, що репрезентують усі напрями сьогочасного мистецтва. З-поміж реалістів та імпресіоністів найвідоміші: видатний портретист Микола Азовський (1903—1947), Юрій Киянченко, Михайло Дмитренко (нар. 1908), Микола Неділко (нар. 1902), Олекса Булавицький (нар. 1914), М Дерегус, Степан Луцик (нар. 1906); з експресіоністів: Северин Борачок (нар. 1898), Михайло Мороз (нар. 1904), Іванна Винників, Михайло Гоцій (нар. 1902), Іван Курах(нар. 1909); з неоклясиків: Яків Гніздовський (нар. 1915); з модерністів різних напрямків: Роман Сельський, Омелян Ліщинський (нар. 1913), Володимир Ласовський (нар. 1907), Ярослав Гавран Витовт Манастирський (нар. 1915), О. Винницький (нар. 1911), Ю. Соловій. В малярстві працюють також графіки М. Бутович (нар. 1895), С. Гординський (нар. 1906) і оригінальний рисівник і карикатурист Е. Козак (нар. 1902).
У 1948—1949 роках українські митці, які опинилися в скитальчих таборах Німеччини й Австрії, почали роз'їжджатися в різні заморські країни: США, Канаду, Аргентину, Венесуелу, Австралію й ін. Тут деякі з митців швидко вросли в місцевий ґрунт. Значного оновлення добилося наше церковне малярство, куди новоприбулі митці внесли традиційно-українські риси. Тут можна згадати такі церкви, як у Мек Кіз Ракс Вілінґ, Нью Кенсінґтон (митець П. Андрусів при співпраці Т. Катаман), церкви в Елізабеті та Балтіморі (митець С. Гординський), серія релігійних образів М. Бутовича для манастиря оо. Василіян у Давсоні й ін. В Канаді митець м. Осінчук розмалював дві церкви в Торонто, у Вінніпеґу в цій ділянці працюють митці в. Баляс і І. Кубарський. Характеристичні риси цих усіх праць — відхід від реалізму до більшої декоративності, до спотужненої скалі чистих барв та гармонійне їх включення в архітектурний комплекс. Проте, про відродження церковного мистецтва в Америці можна буде говорити лише тоді, коли й самі будови перейдуть процес стильової українізації, і тут уже зроблено цікаві архітектурні спроби.

## Жанри малярства

### Ієрархія жанрів
Найвідомішою жанровою ієрархією була система, розроблена Андре Фелібьєном: історичне малярство, портрет, жанровий живопис, пейзаж, натюрморт (за спаданням).
- Анімація
- Анімалістичний жанр
- Ведута
- Іконопис
- Історичний
- Капричо
- Марина (морська тематика)
- Натюрморт
- Ню
- Пейзаж
- Побутовий жанр
- Портрет (Парадний портрет, Портрет актора в ролі, Дитячий портрет, Політичний портрет, Натрунний портрет)
- Релігійна картина (біблійна тематика)
- Фан-арт

## Етимологія і семантика терміна
Лексему «маляр» українська мова засвоїла з німецької мови через польську. В українській мові, як і в інших європейських, слово «маляр» («малярство» — похідне від нього) позначає насамперед художника, митця, а не виключно робітника певного фаху з фарбами. Згідно зі Словником української мови в 11 томах українське слово «маляр» щонайперше вживається на позначення художника («1. Той, хто займається малярством (у 1 знач.); художник»).
Як зазначив І. Огієнко, поряд зі словом «маляр» в українській мові побутувала лексема «живописець», старослов'янізм, що є калькою з грецької: «Це старослов. слово є дослівним перекладом (цебто калькою, „перебиткою“) гр. zographos (маляр): zoo — жива істота, grapho — пишу. У давніх греків зоґрафос (маляр) був тим спеціялістом, що фарбами „описував“ усе те, що було живе».
Похідне від «маляр» слово «малярство» як український відповідник німецького «Malerei» зафіксували «Малорусько-німецький словар» Є. Желехівського та С. Недільського і словник Б. Грінченка. У тому ж значенні (вид образотворчого мистецтва) подає це слово Словник української мови в 11 томах: «1. Вид образотворчого мистецтва, що зображує фарбами предмети і явища реальної дійсності на полотні, дереві, папері, стіні тощо» (друге значення слів «маляр» і «малярство» стосується роботи ремісників із фарбами).
Слово «живопис» є росіянізмом. Про це писав зокрема Б. Антоненко-Давидович:

| Русизм живопис трапляється в українській мові: «Кинути живопис і естетику я й не можу й не хочу, бо це – моє покликання» (А. Кримський), – але є власне слово з цим же значенням – малярство: «Малярство, картини — це зір моїх очей» (І. Нечуй–Левицький); є й маляр, що становить синонім не до слова фарбар, а до художник: «Коли б же мені тії малярі, — намалювала б личенько собі» (народна пісня); «Великий італійський маляр Рафаель» (Словник за редакцією А. Кримського). Є в українській мові похідний прикметник малярський: «Сошенко залучив Тараса до малярської школи» (І. Нечуй–Левицький). |
Термін «малярство» використовували автори різноманітних культурологічних та мистецтвознавчих розвідок, як-от В. Січинський, С. Гординський та інші.

## Функції малярства

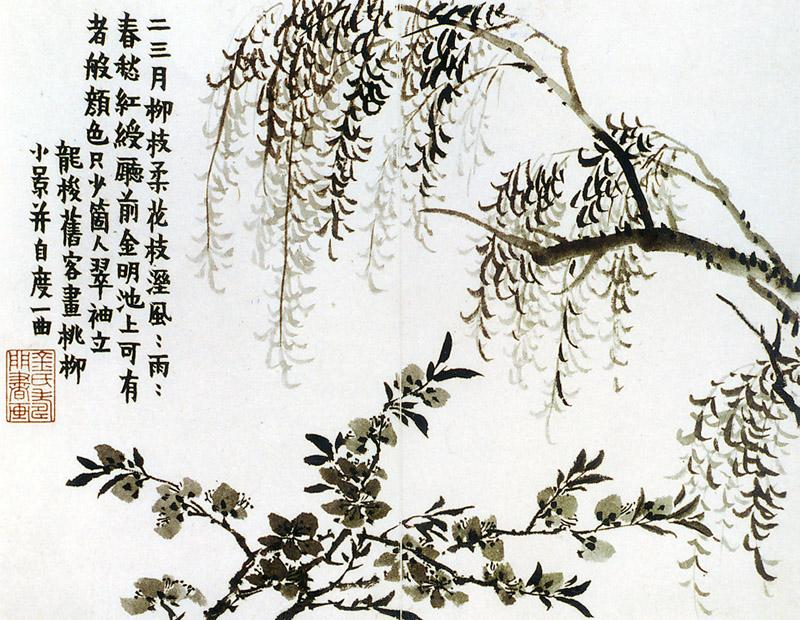
Напис і живопис, Китай.

Сучасна естетична наука виділяє такі функції художніх творів: гносеологічну; аксіологічну; сугестивну; виховну; компенсаторну; комунікативну; гедоністичну.
Малярство як одна з форм зображувального мистецтва сприяє формуванню суспільної свідомості, допомагає комплексно осмислювати дійсність, а це, у свою чергу, на практиці зумовлює необхідність синтезу всіх основних мистецьких функцій. Саме тому специфічною ознакою сучасного живопису є його тяжіння до поліфункціональності, що сприяє створенню універсальної цілісної художньої моделі світу.

### Виховна функція
Малярство має не тільки професійно-орієнтований характер, але й покликане вирішувати завдання соціально-культурного розвитку особистості. Малярські твори постають у ролі предмету естетики. Тож завдяки їм реципієнт розвиває почуття прекрасного й потребу в ньому. Зображальні засоби в малярському творі впливають на свідомість людини опосередковано, збуджуючи розум, почуття та волю. Спілкування з мистецтвом активізує конкретно-почуттєвий соціальний досвід, а також збуджує феномен емоційної пам'яті людини, яка в багато разів сильніша за раціональну. В процесі створення, сприйняття і засвоєння художні образи стають мотивуючою силою людської поведінки, смислоутворюючими чинниками життя людей. Отже під дією мистецтва виховується естетична культура, яка проявляється у сформованості естетичних смаків, ідеалів, знань, здібностей, формується здатність сприймати і перетворювати дійсність за законами краси.

### Комунікативна функція
Смислоутворювальні елементи малярства транслюють реципієнтові цілісну художню концепцію світу та особистості. Вони здатні організувати міжособові контакти, взаєморозуміння, діалог. Художнє засвоєння малярського твору стає квазісуб'єктним спілкуванням. Щоби цей особливий діалог відбувся, і автор, і реципієнт повинні володіти мовою мистецтва — системою, яка забезпечує реалізацію комунікативної функції малярства і містить у собі динаміку, колорит, композицію тощо. Як зазначає О. Дронова, комунікативна функція малярства зокрема реалізується через «ряд актів: діалог художника зі світом; діалог художника з собою (автокомунікація); діалог художнього твору з реципієнтом; діалог реципієнтів („комунікація з приводу твору мистецтва“)».

## Малярство і семіотика
Твори малярства як культурні знаки мають різні варіанти функціонування та мету використання. Історія малярства розвивається і блукає саме в цих двох значеннях: в образотворчості, реалістичності і — знаковості: від ікони (образ) до абстракції.[джерело?]
Згідно з В. Біблером, «малярство та музика, архітектура і скульптура… можуть бути зрозумілі як свідчення життя людського духу лишень тоді, коли вони набули форми „художнього мовлення“». Як М. Бахтін, так і І. Франко розуміли мистецтво слова як універсальний засіб вираження людського духу. Отже, література перекладає внутрішню мову пластики (малярства) й виводить її у сферу спілкування, в якій панує мовленнєвий жанр.